# Andrzej Kleeberg
Andrzej Włodzimierz Kleeberg (Varsavia, 23 marzo 1920 – Canberra, 5 dicembre 2010) è stato un militare e aviatore polacco, distintosi come ufficiale nel corso della seconda guerra mondiale, insignito della Croce d'argento dell'Ordine Virtuti militari.

## Biografia
Nacque a Varsavia il 23 marzo 1920, figlio di Juliusz, futuro generale dell'esercito polacco, e Halina Przejmo-Olszyńska.  Suo zio era Franciszek, che in seguito divenne generale di divisione.
Nel 1939 entrò come volontario nell'aviazione militare polacca frequentando la Scuola d'aviazione di Dęblin. Dopo la resa della Polonia venne fatto evacuare in Francia e da lì raggiunse la Gran Bretagna arruolandosi nella Royal Air Force (matricola P780575). Al termine di un periodo di addestramento fu assegnato come mitragliere di bordo al No.301 Polish Bomber Squadron equipaggiato con i bombardieri Vickers Wellington. Il 21 ottobre 1941 il suo aereo, un Wellington Mk.IV (Z 1217), fu abbattuto dalla contraerea sopra Brema, precipitando alle 22:50 a Borstel vicino a Nienburg-Weser.  Rimasto ferito nell'azione, venne fatto prigioniero di guerra dai tedeschi, rimanendovi sino al 1945 quando fu liberato.
E stato insignito della Croce d'argento dell'Ordine Virtuti militari, della Croce al valore (3 volte), la Medal Lotniczy e la Croce di Combattimento delle Forze Armate Polacche in Occidente.  È stato anche decorato con decorazioni militari britanniche e francesi.
Dopo la guerra visse con i genitori nella Gran Bretagna occidentale e nel 1948 si trasferì da solo in Australia. Trovò lavoro presso il suo amico del campo di prigionia Stanley Abłamowicz, che gestiva una società di trivellazione per l'esplorazione delle acque a Yass. Nel 1951 iniziò a studiare geologia all'Università di Sydney, ma abbandonò presto gli studi a causa dell'arrivo dei genitori in Australia. Insieme si dedicarono alla gestione di un negozio, dal 1953 al 1960, e nel 1955 Ina Ruth Ratliff, originaria della Nuova Zelanda. Nel 1963, con il nome di Andrew Kleeberg, accettò un lavoro come perito assicurativo presso l'AMP di Cooma, ottenendo il titolo di broker e il grado di Fellow della Life Underwriters Association of Australia nel 1971. È stato eletto presidente della Camera di Commercio di Cooma e successivamente vicepresidente della Federazione delle Camere di Commercio del Nuovo Galles del Sud. Fu promotore della formazione del TAFE a Cooma ed è stato consigliere comunale nel 1971-1976. Ha fatto parte del Consiglio consultivo della regione sud-orientale del governo del NSW (New South Eastern Region Advisory Council), 1976-1979, ed è stato insignito della Medaglia dell'Ordine dell'Australia (OAM) come riconoscimento per il suo servizio alla comunità. Nel 1980 si è trasferito a Camberra ed è entrato a far parte dell'Associazione dei Veterani Polacchi (SPK), dove ha ricoperto il ruolo di membro del Consiglio della locale sezione e, dal 1982, di Presidente del Consiglio Nazionale. Apparteneva anche all'Associazione degli aviatori polacchi.
Si adoperò in sede governativa per garantire che i veterani polacchi ricevessero lo stesso trattamento dei loro compagni d'arme australiani.
Assistette il padre negli sforzi per istituire un orfanotrofio polacco (Polish Children's Home Trust) a Marayong, e condusse una raccolta fondi per la costruzione di un ospedale cardiaco a Varsavia. Non si lasciò mai scoraggiare dalla mancanza di risposte da parte delle organizzazioni ebraiche ai suoi interventi per far cessare le pubblicazioni false e anti-polacche sulla stampa di Melbourne. Sostenne l'iniziativa dell'Australian International Research Institute Incorporated di fornire alle biblioteche pubbliche australiane proposte per l'acquisto di libri in inglese che presentassero in modo obiettivo la storia recente della Polonia e di intraprendere il compito di registrare le biografie di illustri veterani polacchi residenti in Australia. Con grande passione archiviò documenti sulla storia della comunità polacca in Australia, con la costituzione della sezione polacca presso la Biblioteca nazionale australiana a Canberra. Si spense nel quartiere di Mitchell, Canberra, il 5 dicembre 2010, e fu sepolto nel Cimitero di Gungahlin.

### Annotazioni
1. ↑  Secondo la tradizione familiare, i Kleeberg discendevano da un soldato svedese che arrivò in Polonia con un esercito nemico nel XVII secolo, fu catturato, divenne polacco e infine divenne il fondatore di una famiglia di cavalieri. Il padre del generale fu ufficiale di lunga data dell'11º Reggimento dragoni di Stockerau, nel quale, dopo essere stato promosso tenente colonnello (1º maggio 1901), prese il comando della 2ª Divisione. Successivamente prestò servizio presso il Comando di Piazza di Vienna. Nel 1908 ricevette una pensione.
2. ↑  Un antenato di sua madre combatté così coraggiosamente nella Battaglia di Grunwald nel 1410 che il re Ladislao II Jagellone lo nobilitò, concedendogli contemporaneamente una terra a est del villaggio di Varsavia.

### Fonti
1. 1 2 3  Lista Krzystka.
2. 1 2 3 4 5 6 7 8 9 10 11 12 13 14 15 16 17 18 19 20 21 22 23 24 25 26 27 28  Polish Foundation.
3. 1 2 3  RAF Commands.